# Torneig d'escacs Hoogovens Wijk aan Zee 1984
El Torneig d'escacs Hoogovens Wijk aan Zee 1984 va ser la 46a edició del Torneig de Wijk aan Zee Chess. Es va celebrar a Wijk aan Zee el gener de 1984. El torneig el varen guanyar Alexander Beliavsky i Viktor Korchnoi.
|    | Jugador                              | Ràting | 1 | 2 | 3               | 4               | 5               | 6               | 7               | 8               | 9               | 10              | 11              | 12              | 13              | 14              | Total | Perf. | Posició |
| -- | ------------------------------------ | ------ | - | - | --------------- | --------------- | --------------- | --------------- | --------------- | --------------- | --------------- | --------------- | --------------- | --------------- | --------------- | --------------- | ----- | ----- | ------- |
| 1  | Alexander Beliavsky (Unió Soviètica) | 2565   |   | ½ | 1               | ½               | ½               | ½               | ½               | 1               | 1               | 1               | 1               | ½               | 1               | 1               | 10    | 2767  | 1–2     |
| 2  | Viktor Korchnoi (Suïssa)             | 2635   | ½ |   | 1               | ½               | ½               | ½               | ½               | 1               | 1               | 1               | ½               | 1               | 1               | 1               | 10    | 2762  | 1–2     |
| 3  | Predrag Nikolić (Iugoslàvia)         | 2570   | 0 | 0 | Does not appear | 1               | ½               | ½               | 1               | 0               | ½               | ½               | 1               | 1               | ½               | 1               | 7½    | 2613  | 3       |
| 4  | Ulf Andersson (Suècia)               | 2630   | ½ | ½ | 0               | Does not appear | ½               | ½               | ½               | ½               | ½               | ½               | ½               | 1               | 1               | ½               | 7     | 2580  | 4       |
| 5  | András Adorján (Hongria)             | 2570   | ½ | ½ | ½               | ½               | Does not appear | ½               | ½               | 1               | ½               | 0               | ½               | ½               | ½               | ½               | 6½    | 2556  | 5–9     |
| 6  | Robert Hübner (RFA)                  | 2620   | ½ | ½ | ½               | ½               | ½               | Does not appear | 1               | 0               | 0               | ½               | 0               | ½               | 1               | 1               | 6½    | 2552  | 5–9     |
| 7  | Vladimir Tukmakov (Unió Soviètica)   | 2550   | ½ | ½ | 0               | ½               | ½               | 0               | Does not appear | ½               | ½               | ½               | ½               | ½               | 1               | 1               | 6½    | 2557  | 5–9     |
| 8  | Anthony Miles (Anglaterra)           | 2615   | 0 | 0 | 1               | ½               | 0               | 1               | ½               | Does not appear | 1               | ½               | 0               | ½               | 1               | ½               | 6½    | 2552  | 5–9     |
| 9  | John van der Wiel (Països Baixos)    | 2515   | 0 | 0 | ½               | ½               | ½               | 1               | ½               | 0               | Does not appear | ½               | 1               | ½               | ½               | 1               | 6½    | 2560  | 5–9     |
| 10 | Gennadi Sosonko (Països Baixos)      | 2560   | 0 | 0 | ½               | ½               | 1               | ½               | ½               | ½               | ½               | Does not appear | ½               | ½               | ½               | ½               | 6     | 2528  | 10      |
| 11 | Hans Ree (Països Baixos)             | 2480   | 0 | ½ | 0               | ½               | ½               | 1               | ½               | 1               | 0               | ½               | Does not appear | 0               | ½               | ½               | 5½    | 2506  | 11      |
| 12 | Eugenio Torre (Filipines)            | 2565   | ½ | 0 | 0               | 0               | ½               | ½               | ½               | ½               | ½               | ½               | 1               | Does not appear | 0               | ½               | 5     | 2469  | 12      |
| 13 | Gert Ligterink (Països Baixos)       | 2445   | 0 | 0 | ½               | 0               | ½               | 0               | 0               | 0               | ½               | ½               | ½               | 1               | Does not appear | ½               | 4     | 2424  | 13      |
| 14 | Paul van der Sterren (Països Baixos) | 2475   | 0 | 0 | 0               | ½               | ½               | 0               | 0               | ½               | 0               | ½               | ½               | ½               | ½               | Does not appear | 3½    | 2388  | 14      |